# SNRPB
SNRPB‏ (Small nuclear ribonucleoprotein polypeptides B and B1) هوَ بروتين يُشَفر بواسطة جين SNRPB في الإنسان.